# Scharrachbergheim-Irmstett
Scharrachbergheim-Irmstett is een gemeente in het Franse departement Bas-Rhin (regio Grand Est). De plaats maakt deel uit van het arrondissement Molsheim. Scharrachbergheim-Irmstett telde op 1 januari 2022 1.320 inwoners.

## Geografie
De oppervlakte van Scharrachbergheim-Irmstett bedroeg op 1 januari 2022 3,22 vierkante kilometer; de bevolkingsdichtheid was toen 409,9 inwoners per km².

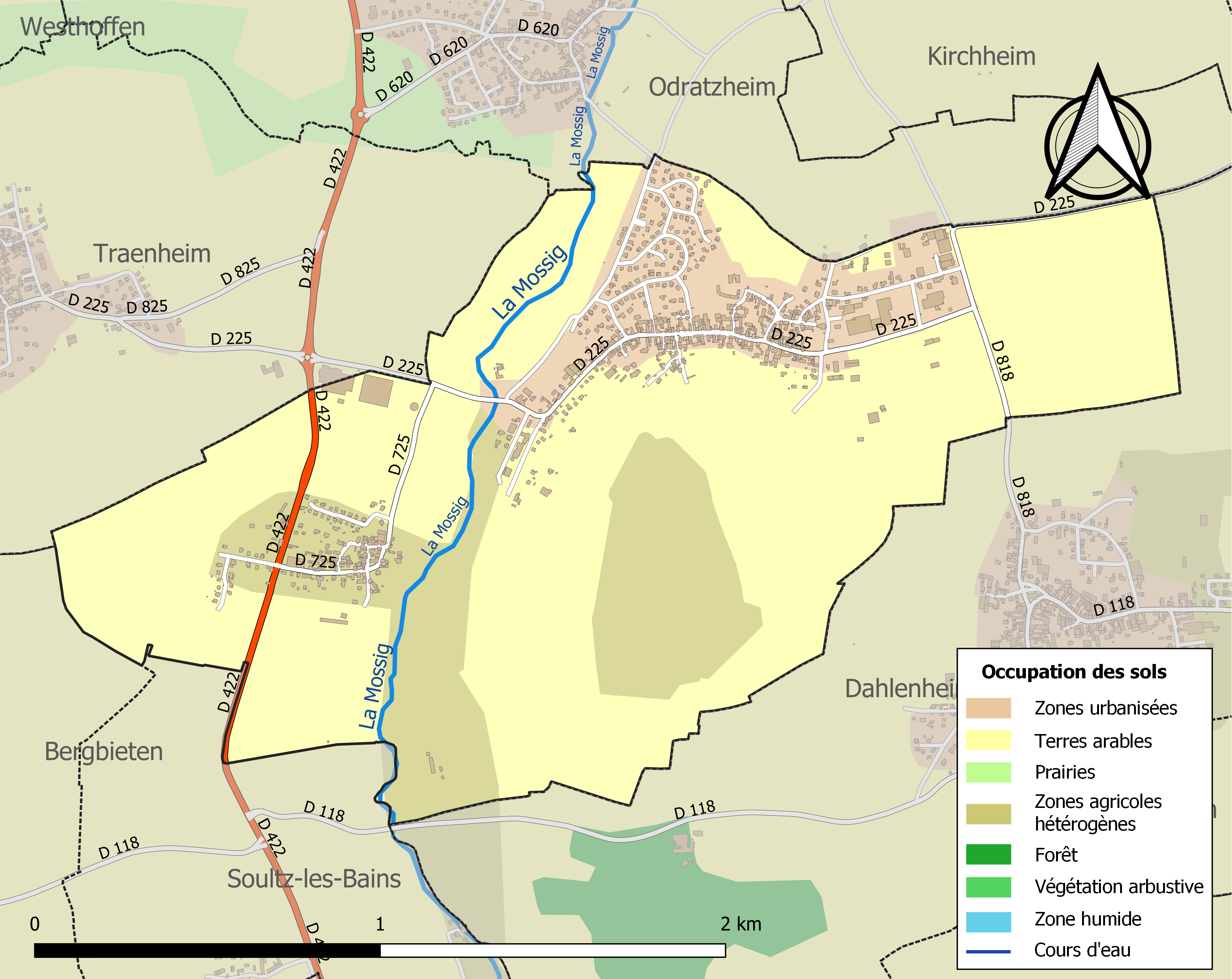
Kaart van de gemeente met de belangrijkste infrastructuur, bodemgebruik en omliggende gemeenten

## Demografie
Onderstaande figuur toont het verloop van het inwonertal (bron: INSEE-tellingen).

Balbronn · Bergbieten · Cosswiller · Dahlenheim · Dangolsheim · Flexbourg · Kirchheim · Marlenheim · Nordheim · Odratzheim · Romanswiller · Scharrachbergheim-Irmstett · Traenheim · Wangen · Wangenbourg-Engenthal · Wasselonne · Westhoffen